# 팡아코 싸요 (2015년 드라마)
《팡아코 싸요》(필리핀어: Pangako Sa 'Yo)는 2015년부터 2016년까지 방영된 필리핀의 드라마이다. 지난 2000년 드라마 《팡아코 싸요》을 원작으로 한 작품이다.

## 같이 보기
- 팡아코 싸요